# Magnificent Desolation: Walking on the Moon 3D
Pour plus de détails, voir Fiche technique et Distribution.
Magnificent Desolation: Walking on the Moon 3D est un documentaire américain réalisé pour IMAX 3D en 2005.
Il a pour thème les premiers humains sur la Lune, c'est-à-dire les douze astronautes du programme Apollo.
Il est co-écrit, produit et réalisé par Mark Cowen, et co-écrit, produit et interprété par Tom Hanks.